# Сагиб
Саги́б (также саиб, сахиб, из языков Индии, исходно от араб. صاحب‎) — вежливое название европейца в колониальной Индии, а также форма обращения к нему, а также к мусульманам-индийцам. Слово, первоначально обозначавшее в арабском владельца или «держателя» (начальника), через использование в Индии превратилось в клише, характеризующее отношение покорённого населения к колонизатору.

## Этимология
Арабское происхождение слова несомненно, словарь арабского языка приводит десятки словосочетаний со словом sāhib, описывающие разнообразных начальников и должностных лиц. Л. П. Крысин выводит слово из арабского через санскрит.

## Форма обращения
Юль и Бурнелл отмечают, что, по крайней мере при разговоре на персидском языке и хинди, слово употреблялось как титул, добавляемый к должности или званию («полковник-сагиб»), ср. фр. Monsieur. Они же отмечают звательное употребление «Сагиб!» по аналогии с «Сэр!» и, иногда, добавление к именам индусов и мусульман в качестве обозначения их высокого статуса (Типу-Сагиб, Нана Сагиб).
Дж. Гилкрист ещё в начале XIX века отметил, что индийцы пытаются, насколько это возможно, избежать употребления слова «сагиб» по отношению к колонизаторам.
В современной Индии слово используется для обозначения начальника, «босса». «Пакка сагиб» примерно соответствует словосочетанию «истинный джентльмен».

## В религиозном контексте
В нескольких языках Индии «Сагиб» применялось для обозначения божественности. Так, в пенджабском языке это слово использовалось как термин для бога вообще, не связанного с конкретной религией. Сикхи используют это слово для обозначения Бога и добавляют его к названиям мест с важным религиозным значением (например, Хармандир-Сахиб, «Золотой храм»).
«Сахиб зукур» — один из синонимов Махди.
Множественным числом от «сагиб» — сахаба — обозначаются сподвижники пророка Мухаммада, которые виделись с ним и уверовали в него, то есть первые мусульмане.

## Титулы правителей
ЭСБЕ относит к этому употреблению и имена крымских правителей, Сахиб Гираев.